# Excorallana delaneyi
Excorallana delaneyi är en kräftdjursart som beskrevs av Stone och Heard 1989. Excorallana delaneyi ingår i släktet Excorallana och familjen Corallanidae.
Artens utbredningsområde är Mexikanska golfen. Inga underarter finns listade i Catalogue of Life.